# Shenzhen Open 2015
Lo Shenzhen Open 2015 è un torneo di tennis giocato all'aperto sul cemento. È la 3ª edizione dello Shenzhen Open, che fa parte della categoria International nell'ambito del WTA Tour 2015. Si gioca allo Shenzhen Longgang Tennis Centre di Shenzhen in Cina, dal 3 al 10 gennaio 2015.

## Partecipanti

### Teste di serie
| Giocatrice | Nazionalità        | Ranking* | Testa di serie |
| ---------- | ------------------ | -------- | -------------- |
| Romania    | Simona Halep       | 3        | 1              |
| Rep. Ceca  | Petra Kvitová      | 4        | 2              |
| Cina       | Peng Shuai         | 21       | 3              |
| Kazakistan | Zarina Dijas       | 33       | 4              |
| Rep. Ceca  | Klára Koukalová    | 40       | 5              |
| Romania    | Irina-Camelia Begu | 41       | 6              |
| Romania    | Monica Niculescu   | 46       | 7              |
| Svizzera   | Timea Bacsinszky   | 48       | 8              |

* Ranking al 29 dicembre 2014.

### Altre partecipanti
Giocatrici che hanno ricevuto una wildcard per il tabellone principale:
- Natalia Vikhlyantseva
- Duan Ying-Ying

Giocatrici passate dalle qualificazioni:

- Aleksandra Krunić
- Çağla Büyükakçay
- Ol'ga Govorcova
- Zhu Lin

## Punti e montepremi
| Torneo              | Torneo              | V       | F      | SF     | QF    | 2T    | 1T    | Q  | Q2    | Q1    |
| Singolare femminile | Punti               | 280     | 180    | 110    | 60    | 30    | 1     | 18 | 12    | 1     |
| Singolare femminile | Premi in denaro ($) | 111.163 | 55.323 | 29.730 | 8.934 | 4.928 | 3.199 | –  | 1.852 | 1.081 |
| Doppio femminile    | Punti               | 280     | 180    | 110    | 60    | -     | 1     | –  | –     | –     |
| Doppio femminile    | Premi in denaro ($) | 17.724  | 9.222  | 4.951  | 2.623 | -     | 1.383 | –  | –     | –     |

## Campionesse

### Singolare
Simona Halep ha battuto in finale  Timea Bacsinszky con il punteggio di 6-2, 6-2.
- È il nono titolo in carriera per la Halep, il primo del 2015.

### Doppio
Ljudmyla Kičenok /  Nadežda Kičenok  hanno battuto in finale  Liang Chen /  Wang Yafan con il punteggio di 6-4, 7–6(6).